# Trentepohlia (Anchimongoma) apoicola
Trentepohlia (Anchimongoma) apoicola is een tweevleugelige uit de familie steltmuggen (Limoniidae). De soort komt voor in het Oriëntaals gebied.